# Фонд консолидации банковского сектора

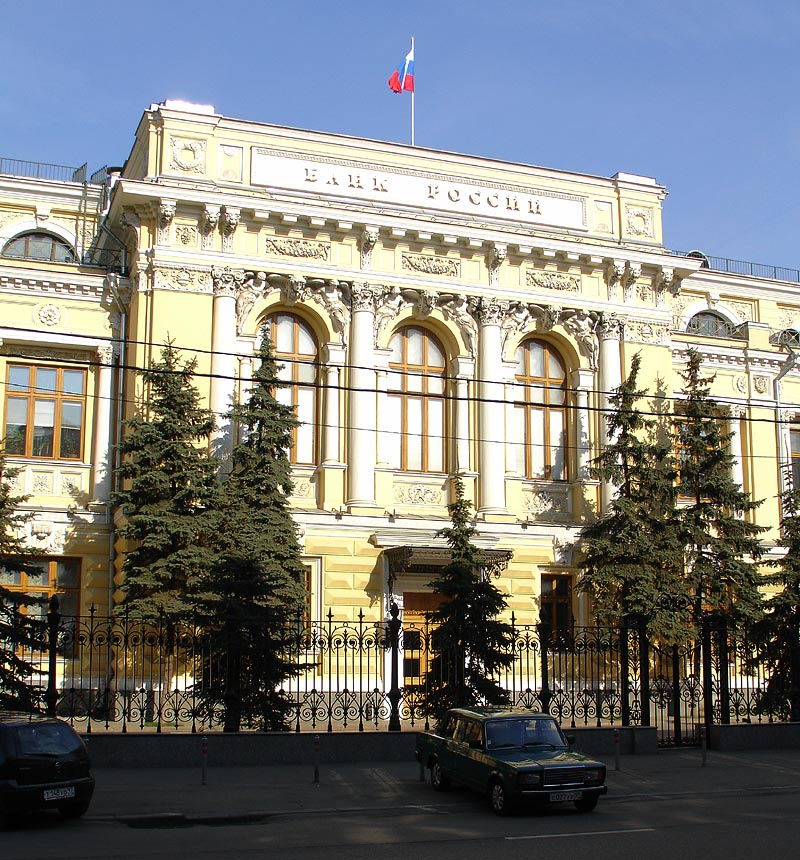
Банк России — владелец Фонда консолидации банковского сектора

Фонд консолидации банковского сектора — специальный инвестиционный фонд, созданный Банком России в 2017 году в соответствии с законом «О Центральном банке Российской Федерации (Банке России)» для финансового оздоровления несостоятельных банков. Фонд не является юридическим лицом и его имущество обособлено от остального имущества Банка России. Фонд находится под управлением специальной управляющей компании.

## Законодательные основы
Федеральное законодательство, допускающее учреждение Фонда, принято в 2017 году. Фонд и управляющая компания действуют на основании законов «Об инвестиционных фондах», «О рынке ценных бумаг» и «О несостоятельности (банкротстве)».

## Деятельность Фонда и его управление
Фонд находится под управлением единственного участника в лице ООО «Управляющая компания Фонда консолидации банковского сектора», чьим собственником является Банк России. Таким образом, управляющая компания является автономным подразделением Банка России, которая им полностью контролируется.
Управляющая компания Фонда консолидации создана Банком России в июле 2017 года, первым генеральным директором назначен Алексей Кузнецов, ранее работавший в УК «ЕФГ управление активами» группы «Сафмар».
Уставной капитал компании составил 1,5 млрд руб. Собственный капитал управляющей компании полностью вложен в государственные ценные бумаги РФ.
От имени Банка России она участвует в предупреждении банкротства банков. Управляющая компания на основании лицензии вправе заниматься доверительным управлением паевыми инвестиционными фондами, дилерской деятельностью и деятельностью по управлению ценными бумагами. Фонд может состоять из группы фондов, которые создаются по решению Совета директоров Банка России для финансового оздоровления отдельных банков. Банк России покупает паи фондов, за счет чего формируются денежные средства Фонда консолидации.
Через Фонд Банк России может самостоятельно осуществлять инвестиции в капитал санируемого банка. Считается, что оздоровив банки, Фонд будет продавать их (не обязательно с прибылью).

## Подотчётность
Эффективность использования средств Фонда оценивается ежегодно главным аудитором Банка России. Сведения о его деятельности должны включаться в годовой отчёт Банка России. Информация главного аудитора Банка России об эффективности использования денежных средств, составляющих Фонд консолидации банковского сектора, впервые приведена в годовом отчете за 2017 год.

## Проекты финансового оздоровления
| Банк                                      | Дата принятия решения о санации | Дата передачи банка под управление УК ФКБС | Размер докапитализации | План оздоровления/Результат |
| ----------------------------------------- | ------------------------------- | ------------------------------------------ | ---------------------- | --- |
| ПАО Банк «Финансовая корпорация Открытие» | 29.08.2017                      | 29.11.2017                                 | 456,2 млрд руб.        | Проблемные долги были переданы АО «Банк Открытие Специальный», просуществовавшему один день и присоединённому к банку «Траст».                                     |
| ПАО «Бинбанк»                             | 21.09.2017                      | 15.12.2017                                 | 56,9 млрд руб.         | Бинбанк был докапитализирован и объединён с «ФК Открытие» 1 января 2019 года.                                                                                      |
| ПАО «Промсвязьбанк»                       | 15.12.2017                      | 15.12.2017                                 | 113,4 млрд руб.        | Передан государству в лице Росимущества и выбран опорным банком для операций с предприятиями ОПК России и крупным государственным контрактам.                      |
| АО Банк «Советский»                       | 22.02.2018                      | 22.02.2018                                 |                        | Лицензия отозвана, активы были выкуплены банком АВБ (АвтоВАЗбанком).                                                                                               |
| ПАО Национальный банк «Траст»             | 15.03.2018                      | 15.03.2018                                 |                        | Преобразован в банк непрофильных активов («плохой банк»), приняв на баланс «токсичные активы» банков «ФК Открытие», «Рост», Автовазбанка и отчасти Промсвязьбанка. |
| АО «Рост банк»                            | 21.09.2017                      | 15.03.2018                                 |                        | 2 июля 2018 года присоединён к банку «Траст». |
| АО Банк АВБ                               | 05.04.2018                      | 05.04.2018                                 |                        | 7 марта 2019 года присоединён к банку «Траст». |
| ПАО «Азиатско-тихоокеанский банк»         | 26.04.2018                      | 26.04.2018                                 | 9 млрд руб.            | Согласно аудированной отчетности по РСБУ за 2019 г. за первый год работы постоянной администрации Азиатско-Тихоокеанский Банк показал прибыль в 4,3 млрд руб.      |
| ПАО «Московский индустриальный банк»      | 22.01.2019                      | 22.01.2019                                 | 128,7 млрд руб.        | |
| АО «Волго-Окский коммерческий банк»       | 17.04.2019                      | 17.04.2019                                 | 2,73 млрд руб.         | 29 ноября 2019 года присоединён к МИнБанку. |

## Эффективность финансового оздоровления
По международным стандартам Высших органов аудита (ISSAI) Международной организации Высших органов финансового контроля (ИНТОСАИ), подходами Ассоциации присяжных дипломированных бухгалтеров (ACCA), стандартами российских органов государственного контроля и аудита под аудитом эффективности понимается оценка достижения поставленных целей и желаемых результатов с максимальной отдачей от доступных ресурсов при минимизации ресурсозатрат.
Из-за невозможности применения сравнительного подхода для оценки эффективности при определении эффективности использования средств Фонда оценка проводится в четыре этапа:
- сравнительная эффективность объема выделенных Банком России средств относительно величины ущерба экономике в случае реализации сценария банкротства банка;
- оптимальность использования ресурсов на восстановление показателей финансового состояния банка;
- эффективность использования средств менеджментом банка;
- эффективность реализации Банком России акций банка при текущей конъюнктуре рынка.

По итогам 2017 года оценка сравнительной эффективности проводилась по банкам ПАО Банк «ФК Открытие», ПАО «БИНБАНК», ПАО «Промсвязьбанк». В ее основе лежало определение объема потерь экономических агентов путем моделирования сценария банкротства банка. В потери входили как потери непосредственных кредиторов (прямой эффект), так и кредиторов кредиторов (косвенный эффект), если потери кредитора приводят к его несостоятельности. Моделирование сценария банкротства трех банков показало, что использование в 2017 году средств Фонда на сумму 1456,2 млрд рублей позволило предотвратить потери экономических агентов в размере не менее 2594,6 млрд рублей.
Общий размер финансирования ПАО Банк «ФК Открытие» на 1.01.2018 составил 836,2 млрд рублей, из них на докапитализацию предоставлено 456,2 млрд рублей и на поддержание ликвидности в краткосрочном периоде — 380 млрд рублей. Потенциальный объем потерь экономических агентов оценивался около 1,1 трлн рублей. Таким образом, эффективность операции по финансовому оздоровлению признана удовлетворительной.

## Комментарии
1. ↑  Банк проходил процедуру финансового оздоровления при поддержке Агентства по страхованию вкладов с 28 октября 2015 г.[18] С 9 марта 2015 по 20 февраля 2017 года санатором являлся Татфондбанк[19][20].
2. ↑  Банк проходит процедуру финансового оздоровления при поддержке Агентства по страхованию вкладов с 22 декабря 2014 г.[24] С 26 декабря 2014 по 14 марта 2018 года санатором являлся банк «ФК Открытие»[25].
3. ↑  Банк проходил процедуру финансового оздоровления при поддержке Агентства по страхованию вкладов с 28 ноября 2014 г.[29] С 10 декабря 2014 по 28 декабря 2015 года санатором являлся Бинбанк[30], с 28 декабря 2015 по 21 сентября 2017 года — Микаил Шишханов[31].
4. ↑  Банк проходил процедуру финансового оздоровления при поддержке Агентства по страхованию вкладов с 24 июля 2015 г.[34] С 24 июля 2015 по 5 апреля 2018 года санатором являлся Промсвязьбанк.
5. ↑  Банк проходил процедуру финансового оздоровления при поддержке Агентства по страхованию вкладов с 21 сентября 2015 г.[42] С 15 октября 2015 по 17 апреля 2019 года санатором являлся «Тройка-Д Банк»[43][44].